# Pacer (Triebwagen)
Als Pacer bezeichnet man die Dieseltriebwagen der TOPS-Klassen 140, 141, 142 und 143/144 von British Rail, die zwischen 1980 und 1987 in Dienst gestellt wurden. Ursprünglich waren sie als kurzfristige Maßnahme zur Behebung eines Mangels an Rollmaterial mit einer Lebensdauer von höchstens 20 Jahren gedacht. Es handelt sich zumeist um Doppeltriebwagen, von der Baureihe 143 existieren auch dreiteilige Einheiten. 2015 waren von 165 gebauten Zügen (mit 340 Wagen) noch 140 im Regelbetrieb, sieben waren bereits verschrottet worden.
Neuere Vorschriften (Rail Vehicle Accessibility Regulations von 2010) verlangen, dass bis 2020 alle Züge, die dem öffentlichen Personenverkehr dienen, für Schwerbehinderte zugänglich sein müssen. Keine Bauart der Pacer erfüllte seinerzeit diese Anforderung. Daher war klar, dass die Baureihe bis dahin aus dem Verkehr gezogen werden müssen, falls keine entsprechenden Umbauten erfolgen. Da Umbaupläne sich nicht als wirtschaftlich erwiesen, wurden die Fahrzeuge von den drei Betreibergesellschaften Northern, Great Western Railway and Transport for Wales in den Jahren 2020 und 2021 ausgemustert. Einige Exemplare werden durch Museumseisenbahnen erhalten.

## Ursprung
In den 1970er Jahren stand British Rail (BR) unter zunehmendem finanziellem Druck seitens der Regierung. Die Schließung weiterer Bahnstrecken wurde als Sparmaßnahme vorgeschlagen. Mit dem Pacer-Projekt sollte eine Bauart von Zügen mit niedrigen Betriebskosten geschaffen werden, die auf ländlichen und Vorortstrecken eingesetzt werden sollte. BR beauftragte daher mehrere Unternehmen, einen billigen Leichtbauzug in der Art eines Schienenbusses zu entwickeln. Ergebnis des Versuchs, unter Verwendung von Omnibusteilen wirtschaftlich einen Dieseltriebwagen zu konstruieren, waren die nachstehend beschriebenen Baureihen.

## Klasse 140

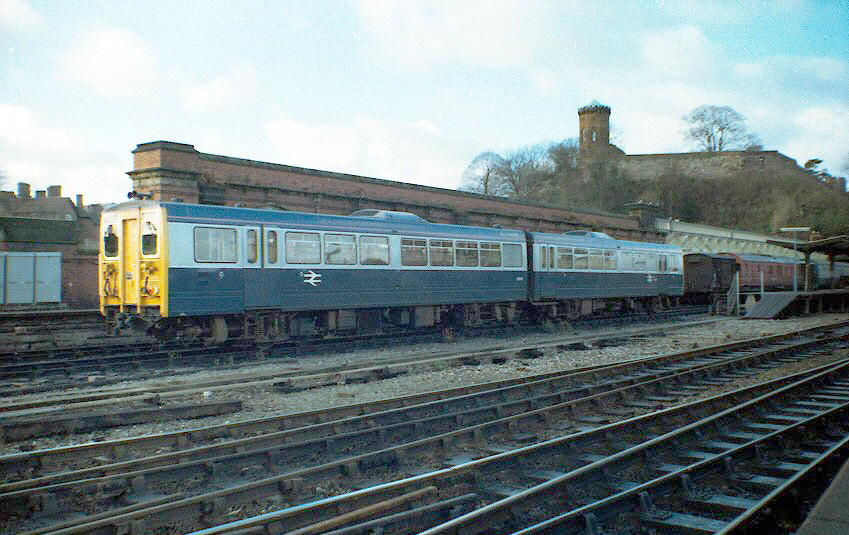
Der Prototyp der Reihe 140

Der erste Prototyp, der als LEV-1 (Light Experimental Vehicle) bezeichnet wurde, war ein gemeinsames Projekt von British Rail Research Division und Leyland Motors, die einen Busaufbau auf ein existierendes Fahrgestell für schnellfahrende Güterwagen (HSFV1) montierten. Diesem folgte ein zweiteiliges Fahrzeug, das 1980 von British Rail Engineering in der Waggonfabrik in Derby gebaut wurde und in die Prototyp-Baureihe 140 eingeordnet wurde.

## Klasse 141

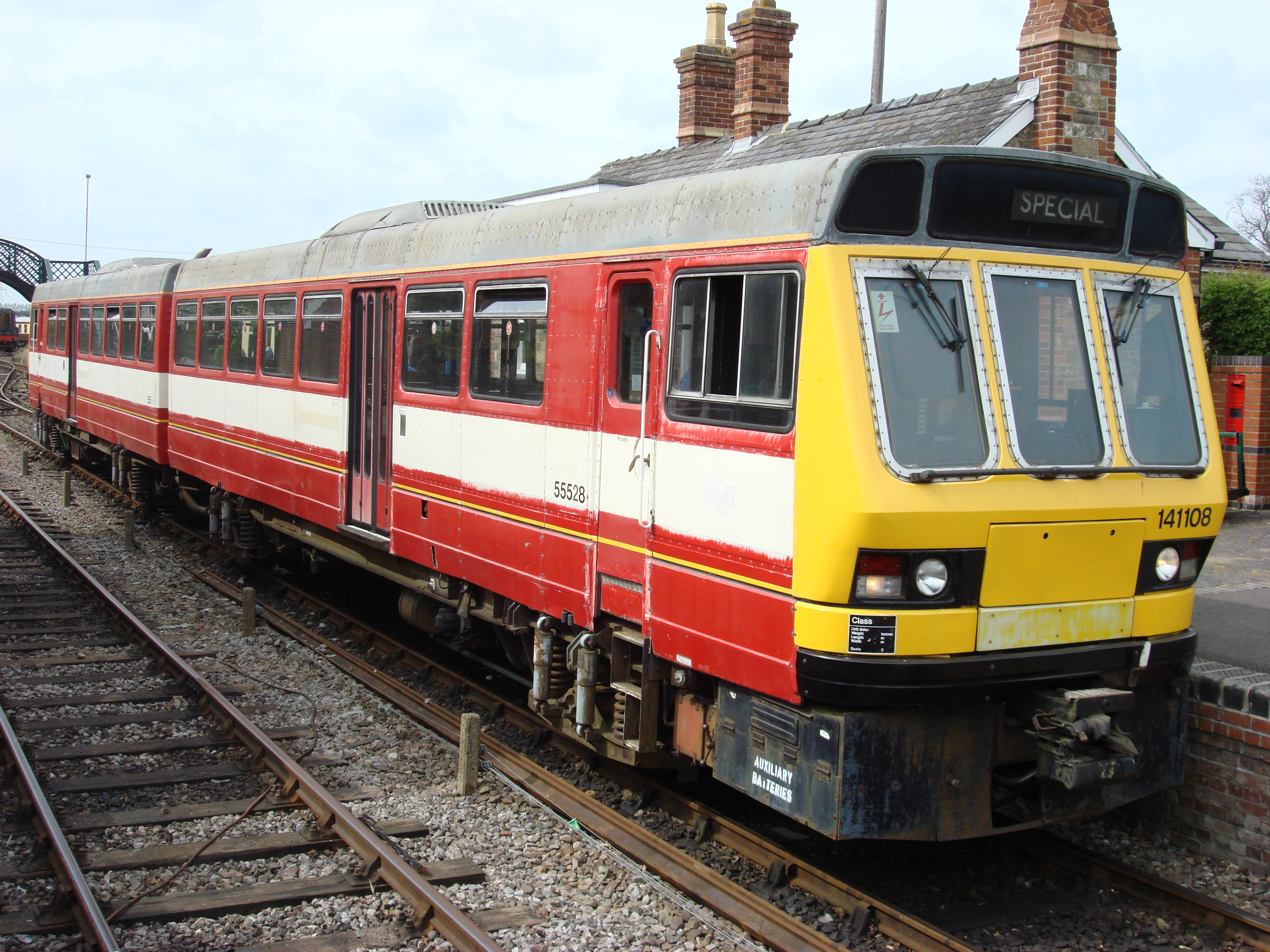
Museumszug der Reihe 141 auf der Colne Valley Railway

Dem Prototyp folgten 20 weitere Zweiwagenzüge, die in die TOPS-Klasse 141 eingeordnet wurden. Sie wurden vor allem in Yorkshire auf Vorortstrecken eingesetzt. Eine Einheit hatte 94 Plätze. Zwei TL11-Motoren von Leyland mit insgesamt 410 bhp (310 kW) erlaubten eine Höchstgeschwindigkeit von 75 mph (121 km/h). Die gesamte Reihe wurde 1988 in den Hunslet-Barclay-Werken in Kilmarnock technisch modernisiert. 1997 wurde sie aus dem Verkehr gezogen.
Die meisten Einheiten wurden an die Eisenbahngesellschaft der Islamischen Republik Iran verkauft, sind aber inzwischen außer Betrieb und abgestellt. Einige sind im Vereinigten Königreich als Museumszüge erhalten.
Da bei der Reihe 141 ein gewöhnlicher Busaufbau von Leyland National verwendet wurde, sind die Wagen schmaler als die späteren Pacer-Typen und bieten nur Platz für gewöhnliche Omnibus-Bestuhlung. In den breiteren Wagenkästen der späteren Baureihen konnten mehr Sitze untergebracht werden.

## Klasse 142

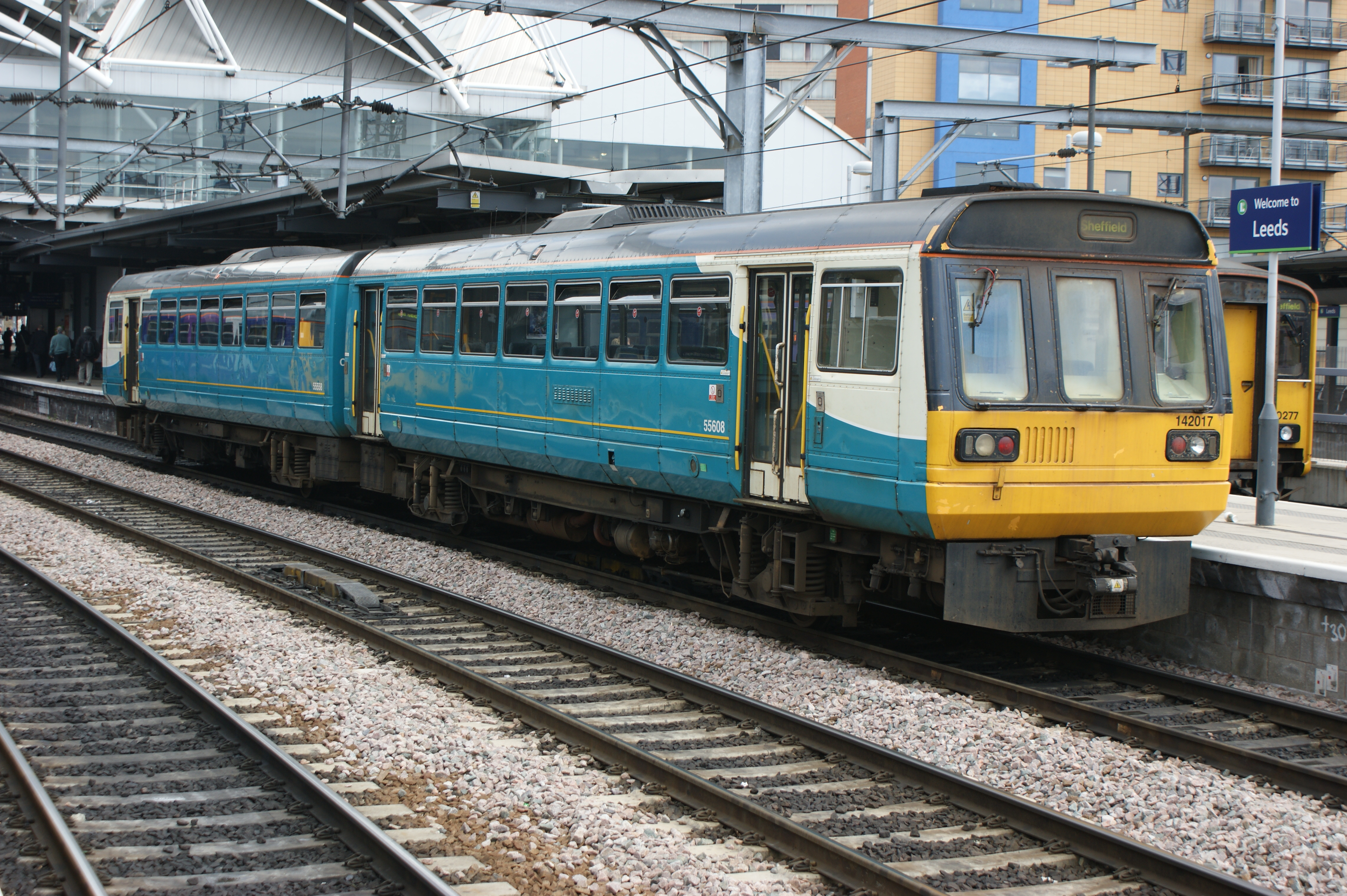
Ein Pacer der Reihe 142 in der Farbgebung von Arriva Trains Northern in Leeds

Die folgende und zahlenmäßig stärkste Pacer-Baureihe war die TOPS-Klasse 142, die 1985 ebenfalls von Leyland und BREL gebaut wurde. Die Wagenkästen sind von einem Omnibus von Leyland National abgeleitet, der in Lillyhall, Workington in Cumbria gebaut wurde. Zahlreiche Einrichtungsgegenstände und Armaturen der Busse sind auch in den Triebwagen vorhanden. Ein Zweiwagenzug dieser Reihe hatte 120 Sitze. Es wurden dieselben Motoren wie in Reihe 141 eingebaut.
Die ersten Einheiten wurden auf Nebenstrecken in Devon und Cornwall und auf Pendlerrouten in Nordwestengland eingesetzt. Die Züge aus Cornwall wurden später nach Liverpool umgesetzt. In den frühen 1990er Jahren wurden bei einer Modernisierung stärkere Motoren von Cummins mit einer Gesamtleistung von 460 bhp (340 kW) pro Einheit eingebaut. Mehrere Einheiten wurden für den Einsatz auf der City Line der Merseyside PTE für Merseyrail im Raum Liverpool modernisiert. Sie erhielten unter anderem Punktmatrix-Zielanzeigen, verbesserte Sitze und die Farbgebung von Merseyrail PTE. Bei der Privatisierung der britischen Eisenbahnen kamen sie zu First North Western und in der Folge zu Northern Rail und Arriva Trains Wales und später Northern und Transport for Wales/Trafnidiaeth Cymru, die seither Betreiber dieser Einheiten sind. Acht Einheiten wurden zeitweilig außer Betrieb genommen und durch auf anderen Strecken freigesetzte Einheiten der TOPS-Klasse 158 (Sprinter) ersetzt.

## Klasse 143 und Klasse 144

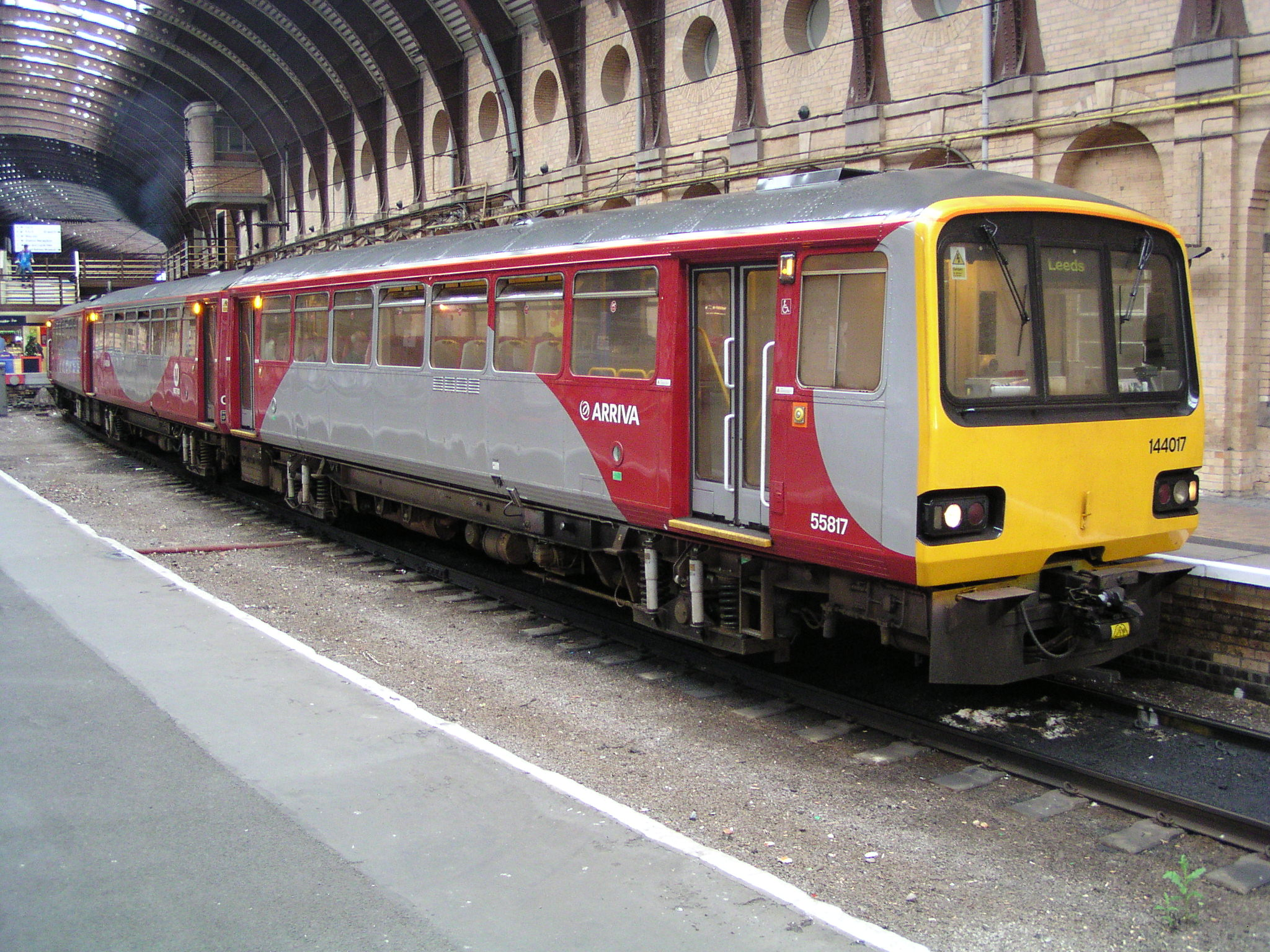
Dreiwagenzug der Klasse 144 in York

Als die Klasse 142 entwickelt wurde, konstruierten Hunslet-Barclay in Kilmarnock ebenfalls eine Bauart von Pacer-Schienenbussen mit einem Busaufbau von Walter Alexander Coachbuilders. Diese Einheiten wurden in die TOPS-Klasse 143 eingereiht und 1985 in Betrieb genommen, ebenfalls mit zwei Motoren von je 205 bhp, die pro Zweiwagenzug 410 bhp (310 kW) lieferten. Die Höchstgeschwindigkeit beträgt gleichfalls 75 mi/h (121 km/h). Ursprünglich hatten die Einheiten Platz für 122 Passagiere.
Diese Baureihe wurde zuerst in Nordostengland eingesetzt, bevor sie nach Wales und Südwestengland umgesetzt wurde. Bei der Privatisierung kamen sie zu Wales & West, danach zu Arriva Trains Wales und Wessex Trains, die später Teil der Franchise von First Great Western wurden. Zur Bedienung der Valley Lines bei Cardiff wurde die Inneneinrichtung im Jahr 2000 vollständig durch Sitze mit höheren Lehnen im Stil von Fernbussen und verbesserter Ausstattung ersetzt. Hierdurch sank die Zahl der Sitzplätze auf 106 pro Einheit.
Die ähnliche TOPS-Klasse 144 mit Wagenkästen von Walter Alexander auf Fahrgestellen von BREL wurde 1987 in Betrieb genommen. Eine Einheit bestand entweder aus zwei Wagen mit 122 Sitzen oder drei Wagen mit Plätzen für 195 Passagiere und insgesamt 690 bhp (510 kW), jedoch immer noch mit einer auf 75 mi/h (121 km/h)begrenzten Höchstgeschwindigkeit. Diese Einheiten wurden in Nordostengland eingesetzt, kamen bei der Privatisierung zu Northern Spirit, dann zu Arriva Trains Northern und wurden danach von Northern Rail betrieben.

## Eigenschaften
Obwohl die Pacer sehr wirtschaftlich zu betreiben sind, erwachsen durch die Verwendung von Teilen aus dem Omnibusbau Nachteile. Da die Wagen statt der heute üblicheren Drehgestelle ein einfaches zweiachsiges Fahrgestell haben, sind die Laufeigenschaften vergleichsweise schlecht, besonders über Weichen und in engen Kurven. Die Beschleunigung ist gering, einige Einheiten erwiesen sich als unzuverlässig im Betrieb. Die nach innen öffnenden Türen neigen zu Ausfällen, und der Einstieg über zwei Stufen ist für betagte Reisende und vor allem für Rollstuhlbenutzer schwierig. Die einfache Busbestuhlung war unbequem, und die Radaufhängung erzeugt auf schlechten Gleisen eine Auf-und-Ab-Bewegung, die den Zügen den Spitznamen „nodding donkeys“ („Nickesel“) einbrachte.
Zweifel an der Betriebssicherheit wurden nach dem Eisenbahnunfall von Winsford (Cheshire) 1999 erhoben, bei dem auf der West Coast Main Line ein leerer Zug aus zwei Einheiten der Klasse 142 von First North Western mit einer Lok der Klasse 87 von Virgin Trains, die mehrere Personenwagen zog, kollidierte. Die Wagenkästen der Pacer-Einheit 142 008 wurden dabei vom Rahmen getrennt, und der schwere Schaden führte zu ihrer Ausmusterung.

## Ersatz
Im Jahr 2015 waren die ältesten Pacer-Einheiten seit 31 Jahren im Betrieb. Da man meinte, dass die Streckenelektrifizierung weiter vorangetrieben wird, sollte die gesamte Klasse 142 bis 2020 ausgemustert werden. Einige Einheiten der übrigen Baureihen sollten Maßnahmen zur Verlängerung der Lebensdauer unterzogen werden und für Rollstuhlbenutzer zugänglich gemacht werden. Diese sollten dann bis 2032 verkehren.

### Umbau oder Ablösung
Die Vorschrift, dass Züge für Schwerbehinderte zugänglich sein müssen, konnte damals von keiner Bauart der Pacer erfüllt werden. Porterbrook, der Eigentümer der Züge der Baureihen 143 und 144, schlug daher Umbauten vor, während Angel Trains, Eigentümer der Züge der Baureihe 142, sie nicht als rentabel betrachtete. Die langfristige Strategie der Schienenfahrzeugindustrie für den Personenverkehr sah 2014 keine Beschaffung neuer Dieseltriebwagen bis 2024 vor, so dass die Pacer durch dieselgetriebene Einheiten ersetzt werden müssten, die auf neu elektrifizierten Strecken freigesetzt werden. Doch 2015 wurde festgestellt, dass durch den Wegfall der Pacer, verzögerte Elektrifizierungen und gestiegene Fahrgastzahlen kurzfristig ein Mehrbedarf für 350 bis 500 „nicht-elektrischer“ Fahrzeuge gegenüber der ein Jahr vorher verkündeten Strategie bestünde.
Da die Umbaupläne sich nicht als wirtschaftlich erwiesen, wurden 2016 beim spanischen Hersteller CAF verschiedene Baureihen von Diesel- und Elektrozügen in Auftrag gegeben, die von deren Civity-Regionalzug abgeleitet sind und seit den Jahren 2019 und 2020 zum Einsatz kommen.

### Vivarail D-train

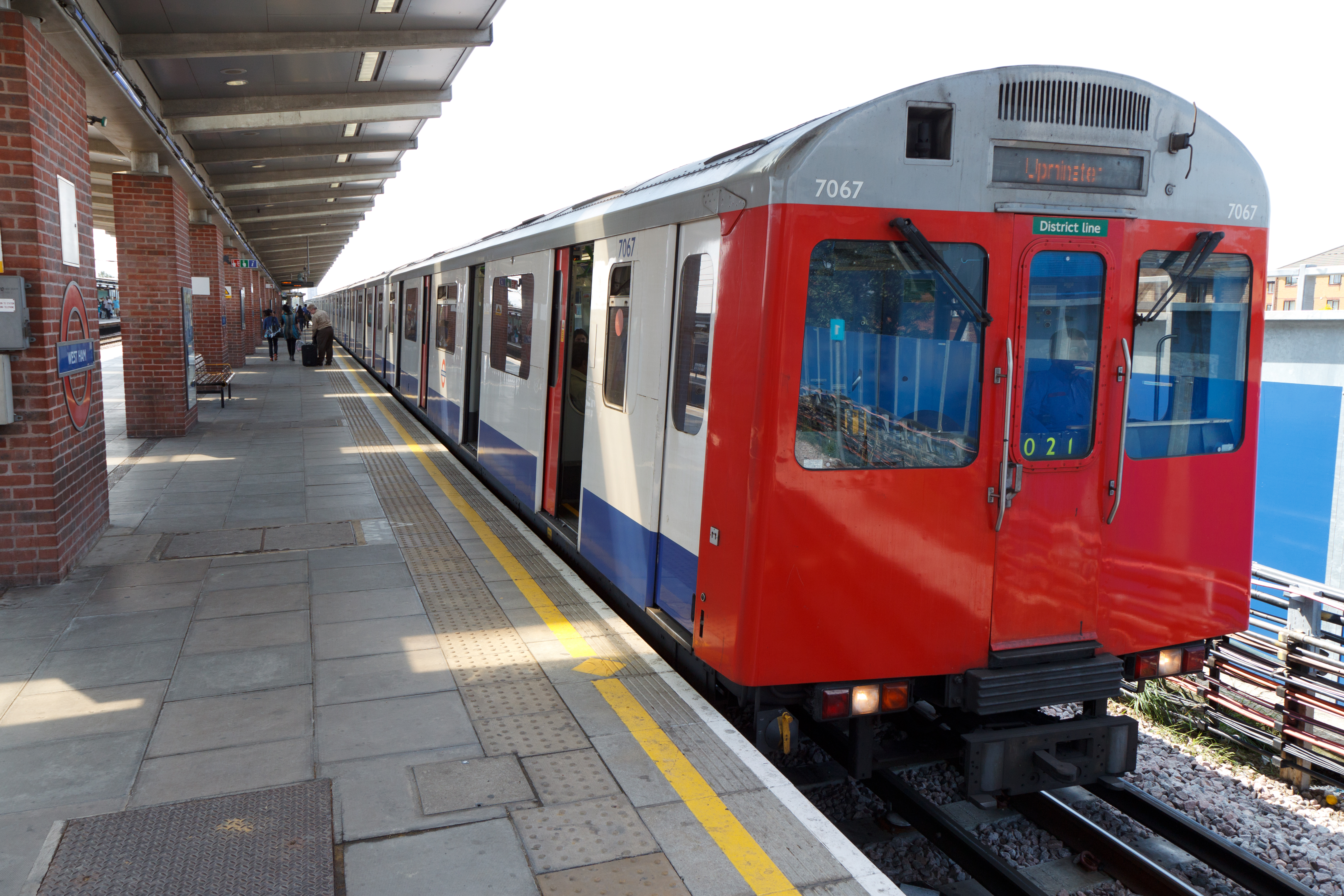
Möglicher Ersatz: umgebaute D78-Züge von London Underground (hier im Originalzustand)

Der Schienenfahrzeughersteller Vivarail aus Stratford upon Avon schlug als Ersatz eine neue Serie von Dieseltriebwagen vor, die als D-Train bezeichnet wird und aus aufgearbeiteten Fahrzeugen der Baureihe D78 von London Underground entsteht, die früher auf der District Line verkehrten. Die Aluminium-Wagenkästen werden beim Umbau für den Eisenbahnbetrieb weiterverwendet, ebenso die Fahrmotoren und Drehgestelle, doch die Wagen erhalten Dieselmotoren und Generatoren sowie eine neue Inneneinrichtung. 2015 erfolgte die Abnahme der Züge. Das Unternehmen produzierte einen dreiteiligen Prototyp, der 2017 erprobt wurde, und einen rein aus Batterieenergie gespeisten Zweiteiler, der 2018 fertig gestellt wurde. Vivarail fand drei Kunden, die 13 Züge kauften, wovon der erste 2019 auf einer Nebenstrecke der London Northwestern Railway (LNR) zum Einsatz kam.

## Museale Erhaltung
Obwohl die meisten Pacer der Klassen 142, 143 und 144 noch auf den Eisenbahnen des Vereinigten Königreichs verkehren, sind bisher bereits wenigstens drei Einheiten der Klasse 141 für touristische Zwecke auf Museumsbahnen erhalten, darunter auf der Colne Valley Railway.
2011 wurde die Pacer Preservation Society mit dem Ziel der Erhaltung eines Vertreters jeder der Klassen 142, 143 und 144 gegründet. Nachdem die Pacer in den 2020er Jahren aus dem regulären Betrieb ausgeschieden sind, werden mehrere von ihnen sowohl als Museumsstücke erhalten wie bei Museumsbahnen betrieben.